# Joop Kolenbrander
Joop Kolenbrander (1944) is een Nederlandse schaker.
Hij is laborant van beroep. In 1973 begon hij met correspondentieschaak en in 1977 was hij kampioen van Nederland. Hij won een aantal keren een M-toernooi in ICCF verband en werd een paar maal opgesteld voor het Europese kampioenschap. Joop woont in Maassluis.